# Septembrie 1991
Acest articol este generat integral pe baza informațiilor din articolul 1991 și este actualizat periodic de un robot.
 Editările făcute în articol vor fi șterse la următoarea actualizare! Dacă doriți să faceți modificări, editați articolul-sursă.

ianuarie -
februarie -
martie -
aprilie -
mai -
iunie -
iulie -
august -
septembrie -
octombrie -
noiembrie -
decembrie
Septembrie 1991 a fost a noua lună a anului și a început într-o zi de duminică.

## Evenimente
- 2 septembrie: Statele Unite recunosc independența Estoniei, Letoniei și Lituaniei.
- 6 septembrie: Uniunea Sovietică recunoaște independența statelor baltice.
- 6 septembrie: Orașul Sankt Petersburg își recuperează numele după ce a fost numit Leningrad în 1924.
- 8 septembrie: Macedonia devine stat independent.
- 21 septembrie: Sovietul suprem al Armeniei a proclamat Republica Armenia stat independent.
- 24 septembrie: Minerii de la Vulcan, aflați în grevă, așteaptă răspunsul guvernului la revendicările lor. În lipsa răspunsului, minerii cer să vină Petre Roman la ei pentru negocieri. Miron Cosma îi comunică telefonic lui Petre Roman pretenția minerilor, după care își anunță ortacii că primul-ministru a refuzat să se deplaseze în Valea Jiului. Se strigă „Jos guvernul!" după care Miron Cozma anunță „Mergem la București!".[1]
- 26 septembrie: A patra mineriadă: Minerii revin în Piața Victoriei. Au loc negocieri cu ușile închise, între reprezentanții minerilor și cei ai conducerii țării. Se obține demisia guvernului Roman, anunțată la ora 12:30, din balconul Palatului Victoria. Seara, minerii încearcă să pătrundă în sediul Televiziunii Române. Au loc scene de violență și de vandalism.

## Nașteri
- 9 septembrie: Oscar (Oscar dos Santos Emboaba Jr.), fotbalist brazilian
- 9 septembrie: Oscar, fotbalist brazilian
- 10 septembrie: Nicola Sansone, fotbalist italian
- 11 septembrie: Jordan Ayew, fotbalist francez
- 11 septembrie: Kygo (Kyrre Gørvell-Dahll), muzician norvegian
- 12 septembrie: Alin Buleică, fotbalist român
- 12 septembrie: Thomas Meunier, fotbalist belgian
- 15 septembrie: Alex Florea, cântăreț român
- 17 septembrie: Valentin Alexandru, fotbalist român
- 17 septembrie: Scott Hoying (Scott Richard Hoying), cântăreț american
- 20 septembrie: Reagy Ofosu, fotbalist german
- 20 septembrie: Nicolae Soare, atlet român
- 22 septembrie: Andreea Mitu, jucătoare română de tenis
- 23 septembrie: Stephen Hihetah, rugbist român
- 24 septembrie: Tao Wickrath, fotomodel francez
- 27 septembrie: Simona Halep, jucătoare română de tenis
- 27 septembrie: Anvar Ibraghimgadjiev, fotbalist rus
- 29 septembrie: Petre Goge, fotbalist român
- 29 septembrie: Enzo Lefort, scrimer francez
- 29 septembrie: Adem Ljajić, fotbalist sârb
- 30 septembrie: Cosmin Matei, fotbalist român

## Decese
- 3 septembrie: Frank Capra (Frank Rosario Capra), 94 ani, regizor american (n. 1897)
- 3 septembrie: Elvira Godeanu, 87 ani, actriță română de film, teatru, radio, televiziune și voce (n. 1904)
- 6 septembrie: Margareta Moșneaga, 83 ani, profesoară și muzeografă română (n. 1908)
- 7 septembrie: Edwin McMillan (Edwin Mattison McMillan), 83 ani, chimist american, laureat al Premiului Nobel (1951), (n. 1907)
- 9 septembrie: Henri H. Stahl, 90 ani, antropolog cultural și etnograf român (n. 1901)
- 13 septembrie: Joe Pasternak, 89 ani, producător de film, maghiar (n. 1901)
- 28 septembrie: Miles Davis (n. Miles Dewey Davis III), 65 ani, trompetist și compozitor american de jazz (n. 1926)